# Geschlitztblättriger Löwenzahn
Der Geschlitztblättrige Löwenzahn (Taraxacum lacistophyllum) ist eine Pflanzenart aus der Gattung Löwenzahn (Taraxacum) innerhalb der Familie der Korbblütler (Asteraceae).

## Beschreibung

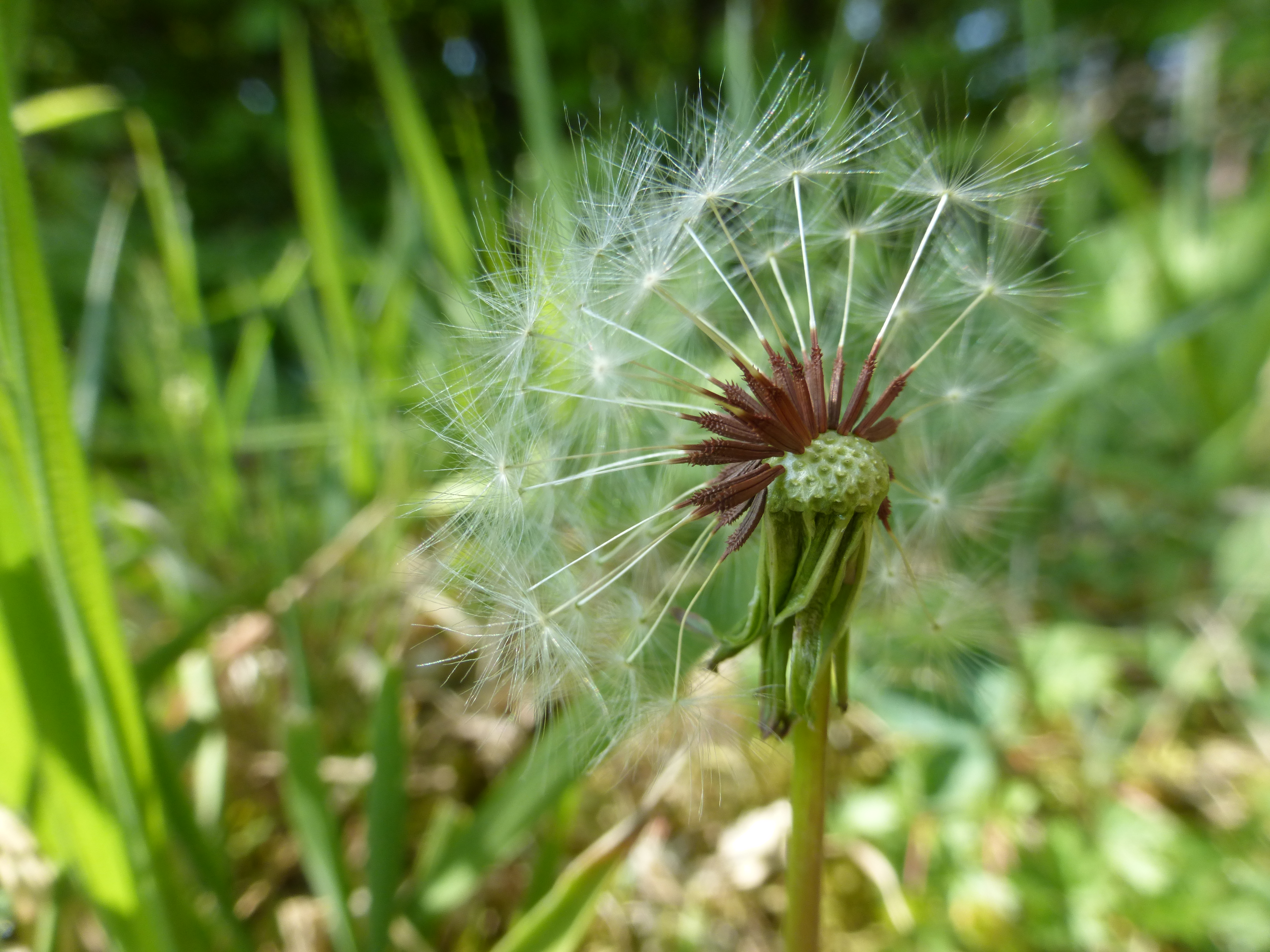
Fruchtstand

### Vegetative Merkmale
Der Geschlitztblättrige Löwenzahn wächst als ausdauernde krautige Pflanze.
Die in grundständigen Rosetten angeordneten Laubblätter sind in Blattstiel und Blattspreite gegliedert. Der Geschlitztblättrige Löwenzahn hat schmale bis breite, mehr oder weniger violette Blattstiele. Die mehr oder weniger hellgrüne Blattspreite ist gelappt. Die Blattseitenlappen sind meist sichelförmig ausgebildet und gezähnt.

### Generative Merkmale
Die Blütezeit reicht von Mitte bis Ende April, in warmen Jahren auch etwas früher. Die Blüten stehen in Blütenkörben zusammen. Die äußeren Hüllblätter sind schmal, ei-lanzettlich bis lanzettlich, lang, fast anliegend bis abstehend-umgebogen und schmal, deutlich weiß berandet, oben oft violett, verdickt bis gehörnt (= Schwielen). Die Blüten sind hellgelb. Die Narbe sind grünlich, mit Pollen.
Ein wichtiges Unterscheidungsmerkmal bei Schwielen-Löwenzähnen sind die Achänen, die bei Taraxacum lacistophyllum rotbraun sind. In Baden-Württemberg gibt es auch Typen mit roten Achänen, die sich von der Blattform her einmal mehr Taraxacum lacistophyllum, einmal mehr aber auch Taraxacum rubicundum annähern.
Die Chromosomenzahl beträgt 2n = 24.

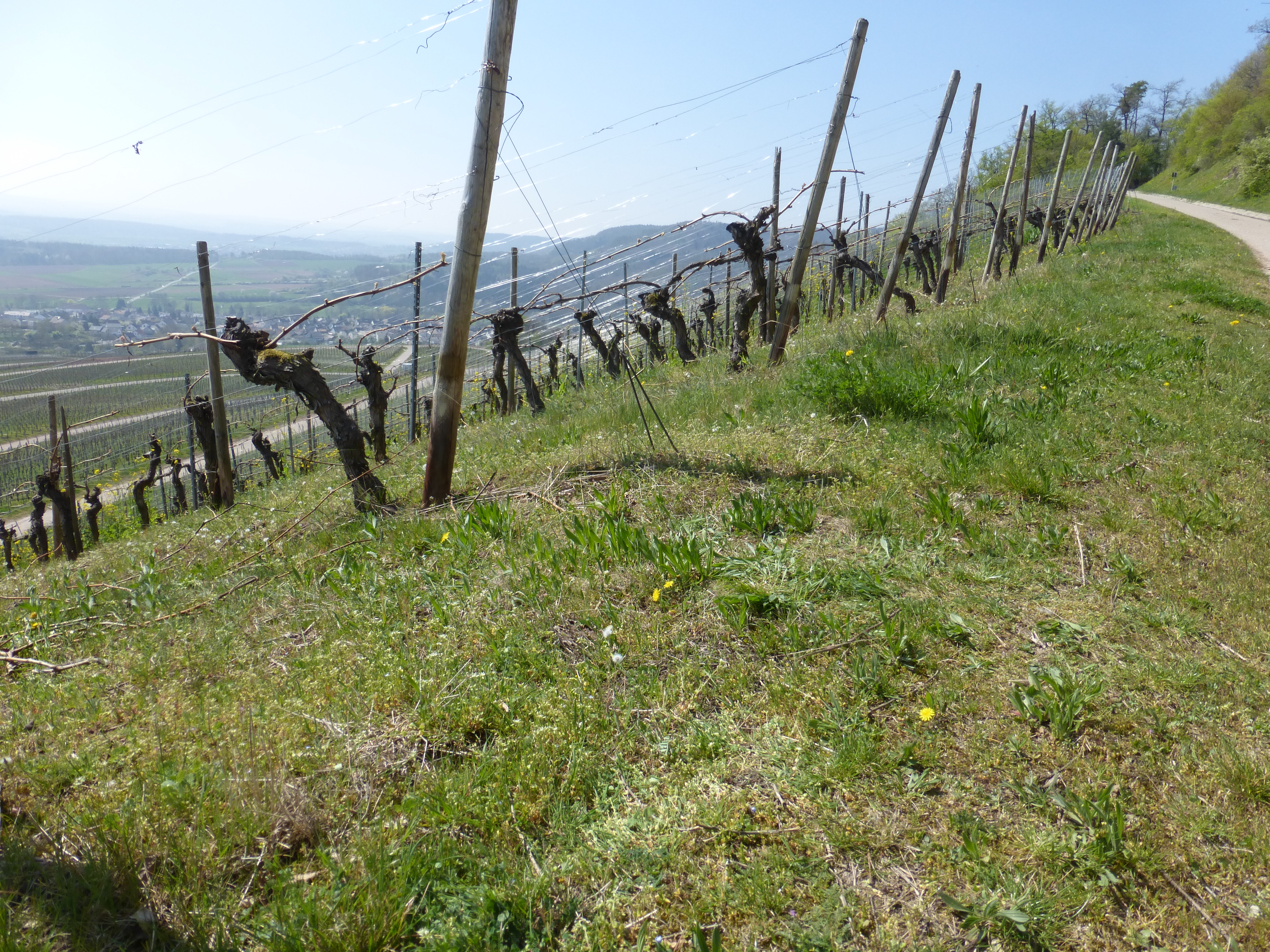
Habitat: Weinbergoberkante mit Geschlitztblättrigem Löwenzahn

## Vorkommen

### Verbreitung in Deutschland
Der Geschlitztblättrige Löwenzahn kommt verbreitet bis zerstreut in ganz Deutschland vor und ist die häufigste Art der Sektion Schwielen-Löwenzahn der Bundesrepublik.

### Standortansprüche
Der Geschlitztblättrige Löwenzahn wächst in Deutschland an trockenen Weg- und Straßenrändern, in Schafweiden und Halbtrockenrasen, aber auch in Weinbergen. Neben basischen besiedelt er auch mehr oder weniger saure Böden.

## Systematik
Die Erstbeschreibung erfolgte 1905 als Unterart unter dem Namen (Basionym) Taraxacum erythrospermum subsp. lacistophyllum durch den schwedischen Botaniker Gustav Adolf Hugo Dahlstedt (1856–1934) in Om skandinavaviska Taraxacum-former. In: Bot. Not. Nr. 3. Den Rang einer Art Taraxacum lacistophyllum (Dahlst.) Raunk. hat sie 1906 durch Christen Christiansen Raunkiaer (1860–1938) erhalten.
Die Art Taraxacum lacistophyllum gehört zur Sektion der Schwielen-Löwenzähne (Taraxacum sect. Erythrosperma (H.Lindb.) Dahlst.) in der Gattung Taraxacum.

## Weiterführende Literatur
- Hans-Georg Wagner: Ergänzungen zur Flora von Südwest-Niedersachsen und dem benachbarten Westfalen: Taraxacum lacistophyllum (Dahlst.) Raunk. und Taraxacum subundulatum Dahlst. In: Osnabrücker Naturwissenschaftliche Mitteilungen, Band 23, 1997, S. 335–341. Volltext-PDF.
- G. H. Loos: Zur Unterscheidung von Taraxacum rubicundum (Dahlst.) Dahlst. und Taraxacum lacistophyllum (Dahlst.) Dahlst. (sect. Erythrosperma) – zwei Löwenzahn-Arten aus Nordhessen. In: Hessische Floristische Briefe, Band 38, Nr. 2, 1989, S. 20–21.